# Raphidia ulrikae
Raphidia ulrikae är en halssländeart som beskrevs av H. Aspöck 1964. Raphidia ulrikae ingår i släktet Raphidia och familjen ormhalssländor. Inga underarter finns listade i Catalogue of Life.